# Branchinella buchananensis
Branchinella buchananensis är en kräftdjursart som beskrevs av Geddes 1981. Branchinella buchananensis ingår i släktet Branchinella och familjen Thamnocephalidae. Inga underarter finns listade.